# Schlaf wohl, du Himmelsknabe du
Schlaf wohl, du Himmelsknabe du ist ein deutschsprachiges Weihnachtslied in Form eines Wiegenliedes der Hirten an der Krippe von Bethlehem, dessen Text von C. F. Daniel Schubart 1786 erschienen und das mit seiner heutigen Melodie 1814 veröffentlicht worden ist.

## Geschichte
Der Text stammt von Christian Friedrich Daniel Schubart, der ihn 1786 – noch während seiner zehnjährigen Festungshaft auf dem Hohenasperg – unter dem Titel Der Hirten Lied am Kripplein im zweiten Band seiner Sämtlichen Gedichte veröffentlichte. Schubart, der sich auch als Komponist betätigte, schuf auch eine eigene Vertonung des Textes, die aber kaum bekannt geworden ist.
Als Schöpfer der heute verbreiteten Melodie wird zumeist Carl Neuner angegeben, dessen Vertonung um 1810 entstanden sein soll. 1814  wurde sie in der als Zeitschrift erschienenen Liedsammlung Musikalischer Jugendfreund veröffentlicht. Neuners Melodie weist in einigen Wendungen große Ähnlichkeit mit einem geistlichen Lied der Böhmischen Brüder auf, das 1588 veröffentlicht wurde, so dass davon auszugehen ist, dass sich Neuner auf eine volksliedhafte Melodie stützte.
Die verbreitetste Melodiefassung veröffentlichte Heinrich Reimann 1895. Reimann gibt nicht Carl Neuner als seine Vorlage an, sondern eine mündliche Aufzeichnung aus der schlesischen Grafschaft Glatz. Seine Fassung ist der von Neuner sehr ähnlich, aber durch stärkere Sechzehntelbewegungen im Schlussteil charakterisiert. Ob Neuners Melodie durch fahrende Sänger zersungen, das heißt abgeändert, wurde, oder ob sich beide Melodiefassungen auf eine gemeinsame Quelle stützen, ist nicht bekannt.
Eine ähnliche Melodiefassung ist unter dem Namen des Komponisten Franz Joseph Fehr (1746–1804) überliefert. Eine weitere verbreitete Vertonung schuf Johann Kaspar Aiblinger unter dem Titel Bei der Krippe Jesu. Weitere Vertonungen stammen von Carl Loewe, Richard Strauss und Benedikt Widmann.
Max Reger komponierte im Jahr 1900 auf Basis von Neuners Melodie einen Satz für vierstimmigen Chor.
Durch eine Bearbeitung des schottischen Kirchenmusikers und Domorganisten der St Paul’s Cathedral, Charles Macpherson (1870–1927), als The shepherds’ cradle song („O sleep thou heaven-born treasure thou“; engl. Text von Arthur Foxton Ferguson) hielt das Lied auch im englischen Sprachraum Einzug.

## Text
Schlaf wohl, du Himmelsknabe du,

Schlaf wohl, du süßes Kind!

Dich fächeln Engelein in Ruh

Mit sanftem Himmelswind,

Wir arme Hirten singen dir

Ein herzigs Wiegenliedlein für.

Schlafe!

Himmelssöhnchen schlafe!

Maria hat mit Mutterblick

Dich leise zugedeckt;

Und Joseph hält den Hauch zurück,

Daß er dich nicht erweckt.

Die Schäflein, die im Stalle sind,

Verstummen vor dir Himmelskind.

Schlafe!

Himmelssöhnchen, schlafe!

Bald wirst du groß, dann fließt dein Blut

Von Golgatha herab;

Ans Kreuz schlägt dich der Menschen Wuth,

Dann legt man dich ins Grab.

Hab’ immer deine Äuglein zu,

Denn du bedarfst der süßen Ruh.

Schlafe!

Himmelssöhnchen, schlafe!

So schlummert in der Mutter Schoß

Noch manches Kindlein ein;

Doch wird das arme Kindlein groß,

So hat es Angst und Pein.

O Jesulein! durch deine Huld,

Hilfs ihnen tragen mit Geduld.

Schlafe!

Himmelssöhnchen, schlafe!

## Melodien
Melodiefassung von Carl Neuner:
Melodiefassung von Heinrich Reimann:
Alternative Melodie von Johann Kaspar Aiblinger:
Weitere Melodie, als elsässische Volksweise bezeichnet, und von Alexandre Guilmant 1908 für Orgel bearbeitet: